# Thomas Lang
Thomas Lang (pronunciación en alemán: /ˈtoːmas laŋ/ⓘ; Stockerau, 5 de agosto de 1967) es un baterista austriaco. Es miembro fundador de la banda de metal progresivo/avant garde stOrk, con sede en Los Ángeles, y es conocido por su trabajo de sesión internacional en una amplia variedad de géneros como rock, pop, jazz y heavy metal con artistas como Robert Fripp y Sugababes, entre muchos otros.
Peter Wildoer describió a Lang como "el baterista de un baterista", y Mike Portnoy citó a Lang como un baterista que "no puede replicar".

## Biografía
Thomas Lang, natural de Stockerau (Austria), empezó a tocar la batería a los 5 años. Además de recibir clases en escuelas de música locales y años de clases particulares, recibió formación clásica en el Conservatorio de Música de Viena. Tras dejar el conservatorio en 1985, Lang empezó a trabajar profesionalmente, abriéndose camino en los escenarios europeos del pop, el rock y el jazz. En 1990 abandonó Viena para trasladarse a Londres (Inglaterra), donde comenzó a abrirse camino en la escena musical mundial.
Como músico de sesión ha tocado para artistas como Paul Gilbert ( Racer X / Mr. Big ) John Wetton ( Asia / King Crimson ), Nik Kershaw, Sugababes, Geri Halliwell, Ronan Keating, Steve Hackett 911, Boyzone, Falco, Nina Hagen, Bill Liesegang, Steve Jones, Commodores, George Michael, Doogie White, B*Witched, Gianna Nannini, Lighthouse Family, Westlife, Blockheads, Sertab Erener, Schwarzenator, Vinnie Valentino, Page Hamilton Marc Bonilla (Montrose), Greg Howe, Jens Lindemann, Orquesta de Arte de Viena, Bonnie Tyler y Nadine Beiler .
En 1995, Lang lanzó su primer proyecto en solitario, Mediator, que cosechó críticas positivas en su lanzamiento original con Koch Records. El disco fue editado por Muso Entertainment Records en 2005 sin la versión de Lang de "Black Page" de Frank Zappa. Desde entonces ha publicado múltiples álbumes en solitario y colaboraciones, como Save The Robots, Something Along Those Lines (2002), Yumaflex (2008), StOrk (2009), StOrk "Broken Pieces" (2013),Robo Sapiens (2018) y Progpop (2019).

## Educador/Autor
El régimen de práctica original de Lang se convirtió con el tiempo en la base de su serie de dos vídeos instructivos Ultimatives Schlagzeug Part I y II, que se publicaron originalmente en 1995. Estos vídeos fueron reeditados en 2004 por Hudson Music. En 2003, Lang lanzó el DVD instructivo y el libro "Creative Control". En noviembre de 2006, Lang lanzó el DVD y el libro "Creative Coordination And Advanced Foot Techniques". Los tres DVD y el libro se basan en orquestaciones multipedales, independencia, pura potencia y técnica avanzada de pies.
En 2007, Muso Entertainment puso en marcha el Thomas Lang Drumming Boot Camp, una experiencia educativa itinerante de varios días de duración que ha organizado en diversos lugares del mundo, como Londres, Los Ángeles, Nueva York, Berlín, Austria y Finlandia, entre otros. Desde entonces, Lang ha llevado este galardonado concepto educativo a 35 países y ha organizado más de 120 de estos campamentos en todo el mundo. En 2011, la mujer de Lang, Elizabeth Lang, puso en marcha el festival anual The Big Drum Bonanza, con sede en Los Ángeles, bajo el estandarte de Muso Entertainment, con Thomas Lang como anfitrión del festival multibaterista de cinco días que ha contado con artistas invitados como Virgil Donati, Stanton Moore, Chris Coleman, Dave Elitch, Kenny Aronoff, George Kollias y Jeff Hamilton, entre otros. Fue uno de los siete bateristas que se presentaron a la audición para sustituir a Mike Portnoy en Dream Theater.
Thomas es profesor invitado con frecuencia en universidades, seminarios de batería y campamentos de batería de todo el mundo. Lang también posee una escuela de batería en línea "Thomas Lang's Drum Universe".
Lang también toca teclados, bajo y guitarra. Actualmente reside en Los Ángeles, California.

## Intérprete solista/clínicas
En 2004, Lang completó la mayor gira de clínicas de batería jamás vista en el mundo (220 clínicas en 48 países). En los últimos 20 años, Lang ha participado en múltiples ocasiones en los festivales de batería más prestigiosos del planeta, como el Modern Drummer Festival, el Ultimate Drummer's Weekend de Australia, PASIC, DRUM Night, Laguna Beach Drum Fest, La Roja Drum Festival, The Meinl Drum Festival, The Ultimate Drum Experience, Seoul Drum Fest, Sacheon Drum Fest y Opole Drum Festival.

## Discografía seleccionada
- Willi Langer - Los colores del pulpo (1993)
- Willi Langer – Señales de vida
- Thomas Lang - Mediador (1995)
- Billy Liesegang - Sin ataduras (1996)
- John Wetton - En vivo en el Progfest LA (1997)
- John Wetton - Arkángel (1997)
- John Wetton - Vive en Tokio (1998)
- B * Witched - Salta hacia arriba, salta hacia abajo en vivo (2000)
- Orquesta de Arte de Viena – Canciones y otras aventuras
- Orquesta de Arte de Viena - Arte y diversión (2002)
- John Wetton – Vive en Argentina (2003)
- Thomas Lang - Control creativo (2003)
- Thomas Lang – Coordinación creativa (2006)
- Thomas Lang - Algo por el estilo (2007)
- Thomas Lang/Conrad Schrenk – Yumaflex (2008)
- cigüeña – cigüeña (2011)
- Paul Gilbert - Vibrato (2012)
- cigüeña – cigüeña (2012)
- Cigüeña - Piezas rotas (2014)
- Bastian - Entre mis gigantes (2015)
- Eric Gillette – El gran desconocido (2016)
- Paul Gilbert - Puedo destruir (2016)
- Ostura – La habitación (2018)
- Arch Matheos – Invierno etéreo (2019)
- Thomas Lang - pop progresivo (2019)
- Chris Turner - Activado (2022)

## Equipo 2018
"Mis baquetas de autor - Desde que tengo estas baquetas, me siento muy cómodo tocando. Creo que son perfectas para mí y para mi estilo de tocar. Además, mis platillos de autor, muchos de los productos de autor son básicamente herramientas que me facilitan tocar y me hacen disfrutar más".
Thomas es endorser de DW Drums desde 2009. Utiliza platillos Meinl, incluidos los Fast Hi Hats de su propia firma, Generation X Filter Chinas, Custom Classics Super Stack y una serie de platillos crash Generation X. Tiene una baqueta firmada por Vic Firth. También patrocina parches Remo, Roland V-Drums & Electronics, fundas Ahead Armour, cables de caja Puresound, micrófonos Audix, pedales de práctica Hansenfutz, silenciadores Drumtacs y cierres Tuner Fish.

### Batería
Drum Workshop Arce Caoba en acabado Sólido Negro Laca Custom con herrajes de Níquel Negro y aros de bombo de cuero LUX.
- 1× 24″ × 14″ , Bombo
- 1 × 20″ × 16″ , tambor de gong
- 1× 14″ × 14″ , Snom
- 1× 10″ × 5″ ,0 10+6 Caja de arce en soporte de suspensión STM
- 1 caja de 12″ × 6,5″
- 1 caja de 10″ × 5,5″ MT1055
- 4x 6" Maple Rata Toms (a veces sustituido por Design Series Piccolo Toms)

### Hardware
- 1 × Pedal de bombo doble MCD
- 2 × MCD Hi Hat (sin patas)
- 1 × soporte de caja de la serie 5000
- Soportes para platillos Boom de la serie 4× 9000
- 1 trono de batería de la serie 9000 con asiento de 15"
- 1 × X sombrero con abrazadera
- 2 soportes de platillos Boom y abrazaderas múltiples
- 1 mesa de percusión Meinl de 18"
- 1 × TL Custom DW Rata Tom/Soporte de pedales
- 1x DWSM2141X Abrazadera de charles a bombo

### Parches
- Remo Emperor Clear en Snare Drums y Snom
- Remo Powerstroke 3 Clear en bombo
- Remo Emperor Clear o CS Dot Clear en Rata Toms
- DW Coated Clear en Gong Drum

## Influencias
Lang cita a Ian Paice, Stewart Copeland, Vinnie Colaiuta, Tony Williams, Ringo Starr, Buddy Rich, John Bonham, Phil Rudd, Alphonse Mouzon, Lenny White, Billy Cobham, Peter Erskine, Omar Hakim, Max Roach, Jack DeJohnette como algunos de sus grandes influencias.